# Neoperla recta
Neoperla recta är en bäcksländeart som beskrevs av Banks 1913. Neoperla recta ingår i släktet Neoperla och familjen jättebäcksländor. Inga underarter finns listade i Catalogue of Life.